# Советский проспект (Усть-Славянка)
Советский проспект — улица в историческом районе Усть-Славянка Невского района Санкт-Петербурга. Проходит от Шлиссельбургского проспекта до Петрозаводского шоссе. Часть автодороги Н135. Движение двухполосное в обе стороны.

## История
С 2015 года вдоль проспекта строится жилой комплекс «Живи! В Рыбацком» компании «СПб Реновация» в рамках реновации Усть-Славянки, а также «Невские паруса» компании «Евростройпроект» (Setl City). 
Проект реконструкции проспекта выполняется фирмой «Геокад» и должен быть выполнен к 14 декабря 2019 года. Это единственная организация, которая подала заявку на конкурс. Реконструкцию планировалось начать в 2021 году, но затем сроки были перенесены на неопределённый срок.

В будущем через проспект может быть проложена трамвайная линия в сторону Колпина.

Здания Советского проспекта
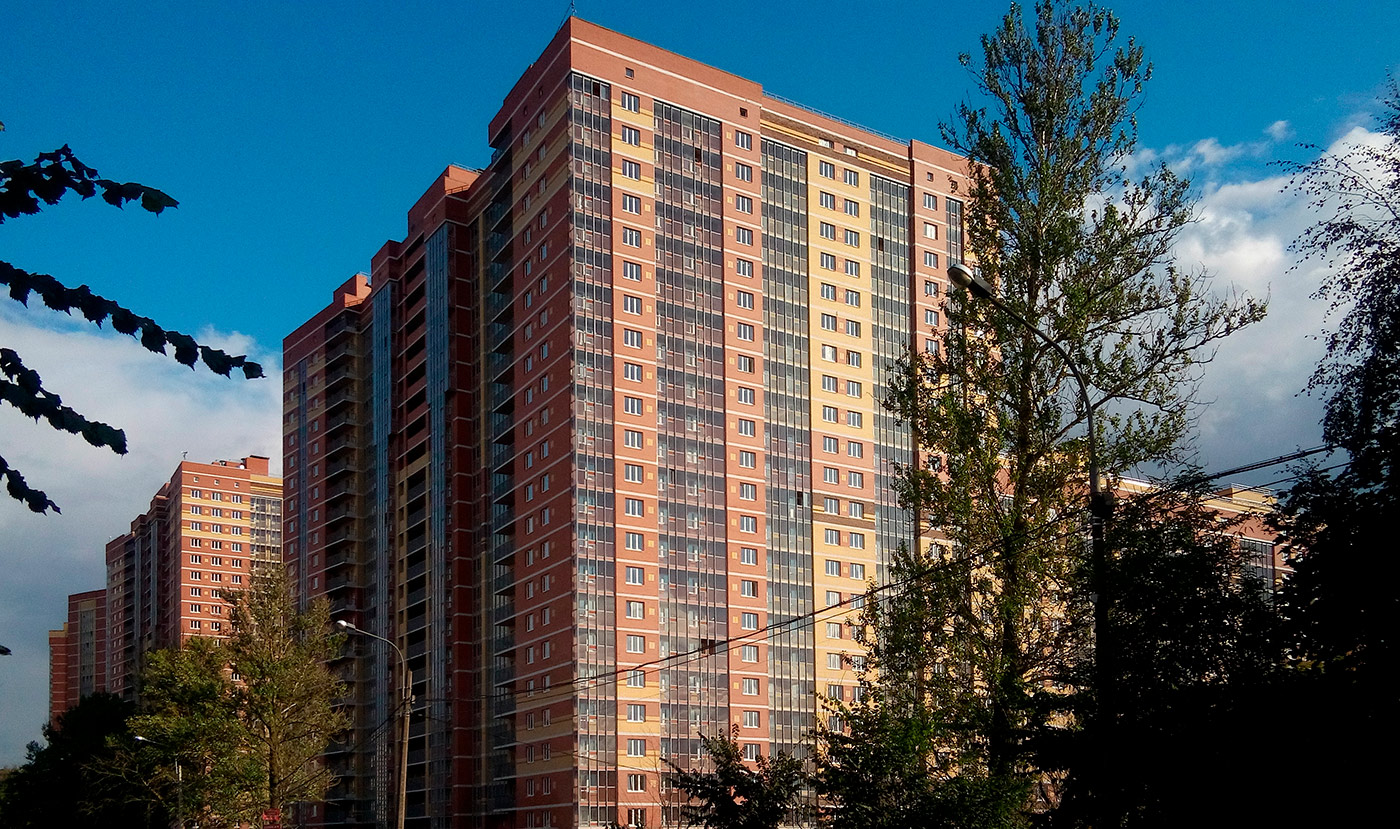
Советский проспект, 39
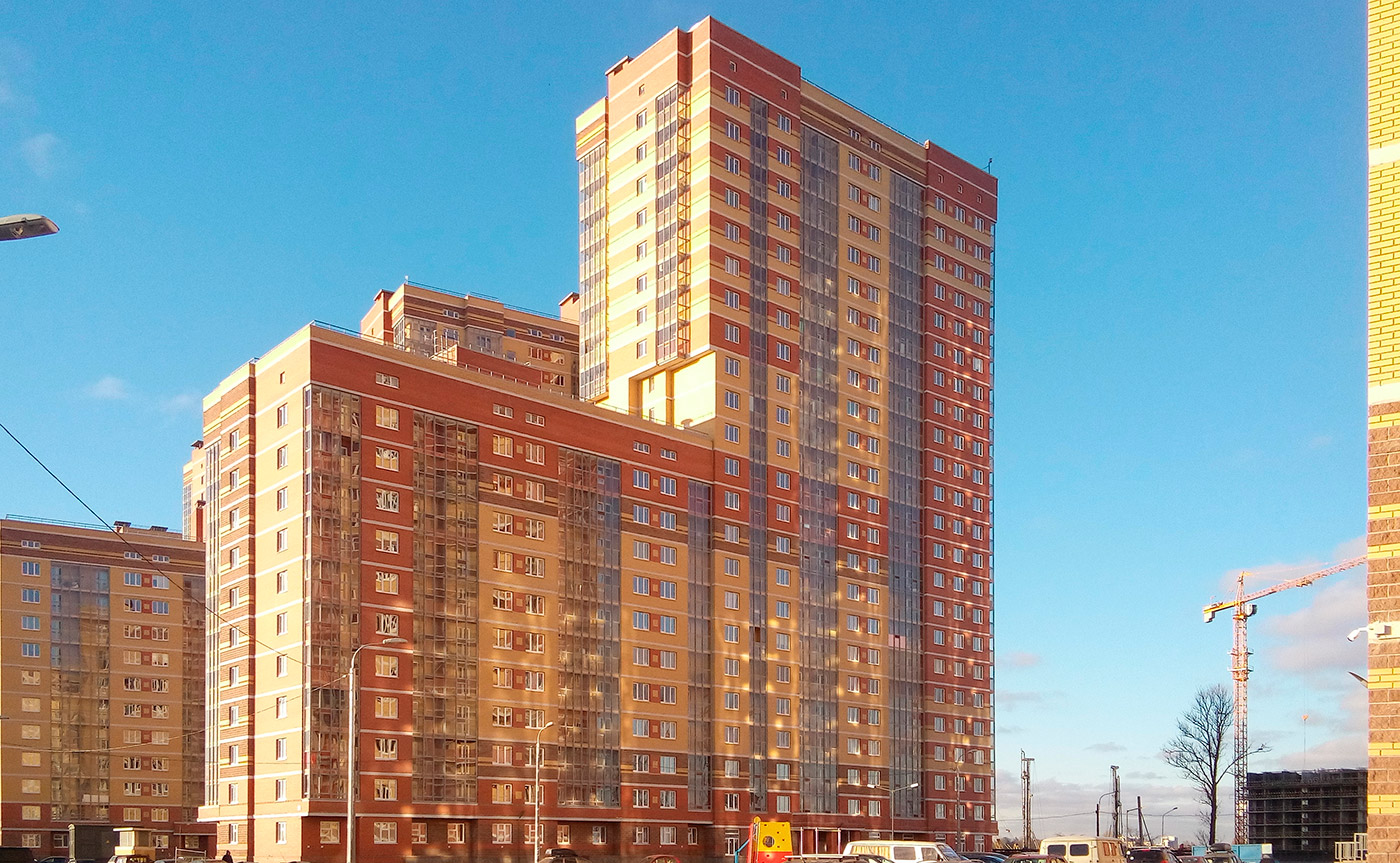
Советский проспект, 41
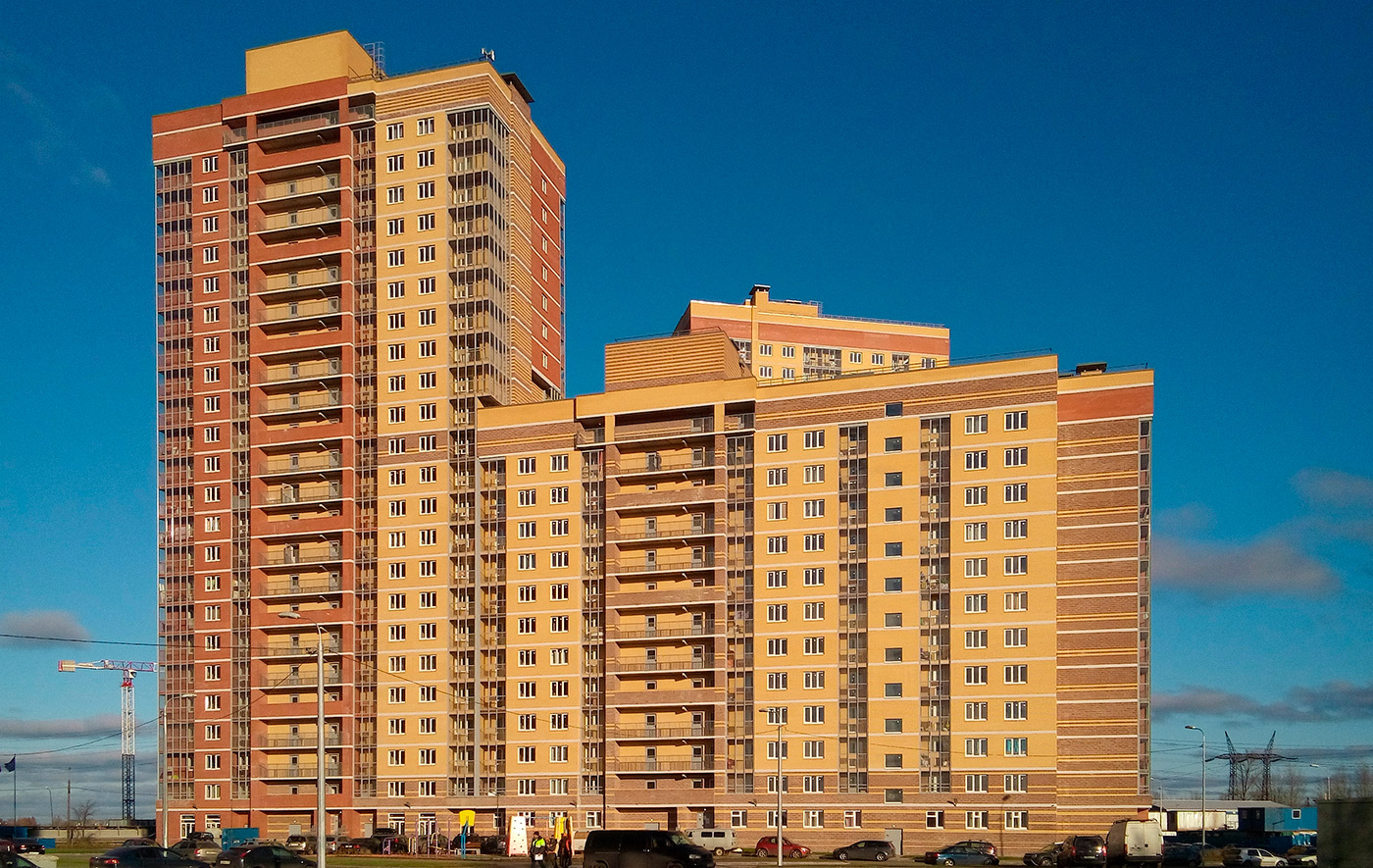
Советский проспект, 43

## Пересечения
- Гудиловская улица
- Лесная улица
- железнодорожная линия от солодового завода «Невский берег» до станции Рыбацкое
- Шлиссельбургское шоссе — примыкает

## Общественный транспорт
По Советскому проспекту проходят автобусные маршруты:
- 115 ст. метро «Рыбацкое» — Металлострой, Центральная ул., д. 9
- 115А проспект Александровской Фермы — Металлострой, Центральная ул., д. 9
- 189 ул. Грибакиных — Сапёрный, Мебельный комбинат
- 327 Колпино, Заводской проспект — ст. метро «Пролетарская»
- 328 Колпино, Комбинат строительных материалов — ст. метро «Рыбацкое»
- 440 Шлиссельбург, Красная площадь — ст. метро «Рыбацкое»